# Owls de Florida Atlantic
Les Owls de Florida Atlantic (en anglais : Florida Atlantic Owls) sont un club omnisports universitaire de l'université Atlantique de Floride à Boca Raton (Floride). Les équipes des Owls participent aux compétitions universitaires organisées par la National Collegiate Athletic Association et évoluent dans l'American Conference.

## Histoire
En 2023, l'équipe de basket-ball des Owls participe pour la première fois au Final Four du tournoi final NCAA. Ils sont éliminés par les Aztecs de San Diego State en demi-finale.